# 兪万兼
兪 万兼（ゆ まんけん、ユ・マンギョム、朝鮮語: 유만겸、1889年（高宗26年 / 明治22年）7月13日 - 1944年（昭和19年）12月13日）は、大正から昭和にかけての朝鮮総督府官僚。位階は正四位、勲位は勲三等。

## 経歴
1889年に兪吉濬の長男として漢城府で生まれた。培才学堂、興化学校を卒業し、日本に留学。1913年（大正2年）に岡山県の旧制第六高等学校を卒業し、東京帝国大学法学部経済科に入学。1917年（大正6年）に卒業。大学院に進んだが、1918年（大正7年）に朝鮮に帰り、朝鮮総督府に奉職する。1920年（大正9年）に聞慶郡守に昇進し、1921年（大正10年）に慶尚北道庶務課長、1922年（大正11年）に同道社会課長などを歴任した。1924年（大正13年）に朝鮮総督府学務局宗教課長、1928年（昭和3年）に平安北道参与官を経て、1930年（昭和5年）に慶尚北道参与官兼産業部長に任命された。1932年（昭和7年）に総督府学務局社会課長に転じ、1934年（昭和9年）に平安南道参与官を経て、1936年（昭和11年）に忠清南道参与官兼産業部長に任命された。1939年（昭和14年）に忠清北道知事に任命され、国民精神総動員朝鮮連盟参与などを兼任。1940年（昭和15年）9月に退官し、朝鮮総督府中枢院参議に任命された。国民総力朝鮮連盟評議員などを兼任。1944年（昭和19年）12月13日に死去。
2004年に韓国で成立した日帝強占下反民族行為真相糾明に関する特別法によって、親日反民族行為者に認定された。